# Tuscolano Nord
Tuscolano Nord è la zona urbanistica 9A del Municipio Roma VII di Roma Capitale. Si estende sul quartiere Q. VIII Tuscolano.

## Geografia fisica

### Territorio
La zona confina:
- a nord con le zone urbanistiche 1E Esquilino e 6A Torpignattara
- a sud-est con la zona urbanistica 9B Tuscolano Sud
- a ovest con la zona urbanistica 9D Appio